# ISO 3166-2:KR
ISO 3166-2:KR is een ISO-standaard met betrekking tot de zogenaamde geocodes. Het is een subset van de ISO 3166-2 tabel, die specifiek betrekking heeft op Zuid-Korea. 
De gegevens werden tot op 26 november 2018 geüpdatet op het ISO Online Browsing Platform (OBP). Hier worden gedefinieerd:
- 1 speciale stad  -  special city (en) / ville spéciale (fr) / teukbyeolsi (ko) -
- 6 metropolitaanse steden - metropolitan city (en) / ville métropolitaine (fr) / gwangyeoksi (ko) -
- 8 provincies - province (en) / province (fr) / do (ko) -
- 1 speciale autonome provincie - special self-governing province (en) / province autonome spéciale (fr) / teukbyeoljachido (ko) -
- 1 speciale autonome stad  - special self-governing city (en) / ville autonome spéciale (fr) / teukbyeoljachisi (ko) -.

Volgens de eerste set, ISO 3166-1, staat KR voor Zuid-Korea, het tweede gedeelte is een tweecijferig nummer.

## Codes
| Code  | Naam                  | Lokale variante | Categorie                   |
| ----- | --------------------- | --------------- | --------------------------- |
| KR-26 | Busan-gwangyeoksi     | Busan           | metropolitaanse stad        |
| KR-43 | Chungcheongbuk-do     | Chungbuk        | provincie                   |
| KR-44 | Chungcheongnam-do     | Chungnam        | provincie                   |
| KR-27 | Daegu-gwangyeoksi     | Daegu           | metropolitaanse stad        |
| KR-30 | Daejeon-gwangyeoksi   | Daejeon         | metropolitaanse stad        |
| KR-42 | Gangwon-do            | Gangwon         | provincie                   |
| KR-29 | Gwangju-gwangyeoksi   | Gwangju         | metropolitaanse stad        |
| KR-41 | Gyeonggi-do           | Gyeonggi        | provincie                   |
| KR-47 | Gyeongsangbuk-do      | Gyeongbuk       | provincie                   |
| KR-48 | Gyeongsangnam-do      | Gyeongnam       | provincie                   |
| KR-28 | Incheon-gwangyeoksi   | Incheon         | metropolitaanse stad        |
| KR-49 | Jeju-teukbyeoljachido | Jeju            | speciale autonome provincie |
| KR-45 | Jeollabuk-do          | Jeonbuk         | provincie                   |
| KR-46 | Jeollanam-do          | Jeonnam         | provincie                   |
| KR-50 | Sejong                |                 | speciale autonome stad      |
| KR-11 | Seoul-teukbyeolsi     | Seoul           | speciale stad               |
| KR-31 | Ulsan-gwangyeoksi     | Ulsan           | metropolitaanse stad        |